# Capitaine Achab
Pour les articles homonymes, voir Achab et Capitaine Achab (homonymie).
Le capitaine Achab (Ahab dans la version originale en anglais) est un personnage de fiction, et le principal protagoniste du roman Moby Dick d’Herman Melville (1851). C’est le capitaine monomaniaque du baleinier Pequod. Lors d’un précédent voyage, la baleine blanche Moby Dick a dévoré une jambe d’Achab, le laissant unijambiste, avec une prothèse faite d'ivoire. La chasse à la baleine du Pequod devient une chasse vengeresse contre Moby Dick, Achab incitant son équipage à le seconder dans sa mission fanatique. L'éloquence, le mystère, la crainte, la stature et l'apparence d'Achab provoquent un véritable enthousiasme et un engouement massif des marins du Péquod pour la chasse à la baleine blanche. Seul son Second, Starbuck, ose rappeler le capitaine Achab à la raison, arguant que l'objectif d'un baleinier est avant tout de rapporter de la graisse de baleine à bon port et s'oppose discrètement mais fermement au projet obsessionnel de vengeance d'Achab qu'il a transmis à l'équipage. Quand Moby Dick est enfin repérée, la haine d’Achab lui fait perdre toute prudence, et la baleine l’entraîne au fond de l’océan.
Le biographe de Melville, Andrew Delbanco, dit qu’Achab est « une personnification géniale du fanatisme extrême ». L’érudit F. O. Matthiessen attire l’attention sur le fait qu’Achab est appelé « un homme sans dieu, pareil à un dieu ». La tragédie d’Achab est celle d’un « désir corrompu, d’une âme brûlante pour qui l’accès à l’exubérance de l’amour est interdit », et il soutient qu’il « demeure damné ». L’écrivain D. H. Lawrence éprouve peu de sympathie pour Achab, et trouve que la baleine aurait dû « couper ses deux jambes, et encore un peu plus ».
La création du personnage d’Achab a été influencée par l’ouvrage de Samuel Taylor Coleridge, Lecture d’Hamlet, et par les personnages de la Bible et de la littérature classique, comme les œuvres de Shakespeare et Milton. La prothèse d’Achab, par exemple, est considérée comme une allusion au mythe d’Œdipe.
Achab est fermement ancré dans la culture populaire par les arts comme une figure de vengeance obsessionnelle, démesurée et souvent funeste. Il a fourni à J. M. Barrie le modèle de son Capitaine Crochet, qui est obsédé non par une baleine mais par un crocodile,,.

## Biographie
Né un 7 avril, Achab a été appelé ainsi par sa mère, une veuve folle, qui mourut lorsqu’il avait un an. À 18 ans, Achab s’est embarqué pour la première fois comme garçon-harponneur. Il a épousé sur le tard, moins de trois voyages avant celui du roman, une douce femme résignée, dont il a un jeune garçon.
Il a « fréquenté tant les grandes écoles que les cannibales ; connu des prodiges plus profonds que la plus profonde vague ; plongé sa lance ardente, la plus vaillante et la plus sûre de l’île de Nantucket, dans des ennemis plus puissants et plus étranges que les baleines ».
Des années auparavant, Peleg, désormais copropriétaire du Pequod, a navigué comme second sous les ordres d’Achab. Pendant ce voyage, un ouragan près du Japon a fait chavirer le trois-mâts. À chaque instant, l’équipage a pensé que le bateau allait couler, que la mer allait le briser. Mais au lieu de penser à la mort, le capitaine Achab et Peleg pensaient à sauver tous les travailleurs, et réfléchissaient au moyen de gréer une mâture provisoire pour ramener le bateau au port le plus proche.
Selon les paroles mystérieuses d’Elie, Achab a autrefois été tenu pour mort pendant trois jours et trois nuits au large du Cap Horn, il a été impliqué dans une lutte à mort avec un Espagnol devant un autel à Santa, il a craché dans un calice d’argent. Lors de son dernier voyage, une baleine, le plus monstrueux cétacé qui ait jamais déchiqueté un bateau, a arraché la jambe d’Achab, et la douleur que lui cause son moignon l’a rendu d’une humeur toujours triste, et même désespérée. Ajoutant l’outrage à la blessure, Achab est dépendant d’un os de baleine comme prothèse. Ni malade ni bien portant, Achab garde la chambre.
Achab a 58 ans au moment du dernier voyage du Pequod. Peleg et Bildad pilotent le bateau hors du port, et Achab n’apparaît pour la première fois sur le pont que lorsque le bateau est déjà loin en mer. Au lieu d’embarquer pour un voyage ordinaire de pêche à la baleine, Achab déclare qu’il est parti pour assouvir sa vengeance, et cloue un doublon sur le mât  comme récompense pour le premier membre d’équipage qui signalera Moby Dick, la baleine blanche. Quand Moby Dick est finalement repérée, une chasse catastrophique de trois jours commence. Etranglé par le cordage de son propre harpon, Achab tombe par-dessus bord et se noie lorsque la baleine plonge en l’entraînant.
Peleg tient Achab pour un « grand homme, sans dieu, pareil à un dieu ». Il est aussi surnommé « Vieux Tonnerre ».

## Conception et création
D’après Léon Howard, « Achab est un héros tragique shakespearien, créé d’après la formule coleridgienne ». La personnalité d’Achab, qui apparemment ne ressemble à aucun capitaine sous les ordres duquel Melville ait navigué, a été profondément influencée par la remarque de Samuel Taylor Coleridge dans sa Lecture d’Hamlet, qui dit que « l'une des façons pour Shakespeare de créer ses personnages est de concevoir n’importe quelle faculté morale ou intellectuelle dans un excès morbide, et de le placer, — ainsi mutilé ou malade —, dans des circonstances particulières. » Quand le narrateur de Moby Dick compare le capitaine Achab à une création artistique, les termes de la Lecture de Coleridge transparaissent : « Et il ne sera amoindri en rien, quant au pathétique, si de naissance ou à cause de quelque circonstance, une tristesse maladive domine le fond de sa nature, dans laquelle il semble se complaire à demi. » Et « c’est un certain goût morbide qui façonne tous les hommes d’une tragique grandeur », dit Ismaël. « Toute grandeur humaine n’est que maladie. »
Le discours d’Achab mélange l’archaïsme des Quakers et les tournures de Shakespeare pour servir un langage « du pays, comme des vers sans rimes. »
La mort d’Achab se base apparemment sur un événement réel. Le 18 mai 1843, Melville était à bord du Star, qui faisait voile vers Honolulu. À bord se trouvaient aussi deux marins du bateau Nantucket, qui lui auraient dit avoir vu leur second « arraché du baleinier par un cordage pourri, et noyé », comme le capitaine Achab de Moby Dick.

## Achab du point de vue des allégories
Le personnage d’Achab est façonné sur des modèles de la mythologie et de la littérature, qui se chevauchent et se renforcent l’un l’autre d’une façon si complémentaire que « l’ironie apparente d’une référence correspond souvent à la vérité d’une autre ». Par exemple, les allusions à Œdipe, qui mettent en évidence l’ignorance et le manque de connaissance de soi d’Achab, sont parachevées par des références à Narcisse, qui expliquent les raisons psychologiques de son ignorance. Achab utilisant une bêche comme béquille au chapitre 70 « Le Sphinx », rappelle au lecteur qu’il est boiteux, comme Œdipe, et aussi blessé, comme Prométhée. Cependant, Achab peut être considéré à la fois comme conforme aux références et à l’opposé des autres personnages.

### Le roi Achab(Ancien Testament)
Le nom d’Achab provient de l’histoire biblique d’Achab, souverain maudit adorateur d’idoles, dans le Livre des Rois 16:28-22:40. Cette association conduit Ismaël à demander, après avoir entendu parler d’Achab pour la première fois : « Lorsque ce roi pervers fut assassiné, les chiens ne léchèrent-ils pas son sang ? » Il est réprimandé par un des compagnons d’Achab, qui fait remarquer qu’il « n’a pas choisi son nom lui-même ».
Pour l’allégorie de Melville, la chose la plus importante était qu’Achab « agit mal aux yeux de Yahvé, plus que tous ses prédécesseurs réunis. » Livre des Rois 16:30-31. Le personnage biblique d’Achab annonce la fin tragique du capitaine et la dualité fondamentale de son personnage. Les deux Achab sont habiles dans leurs relations. Le capitaine connaît une réussite dans la pêche à la baleine depuis quarante ans. « La preuve de cette réussite, » remarque Nathalia Wright, « est incroyablement identique à celle de l’histoire du roi Achab : le capitaine Achab, lui aussi, vit dans une maison d’ivoire, ‘Le Pequod d’ivoire’ comme est souvent surnommé le bateau, paré de trophées de cachalots, d’os et de dents, ramenés de voyages fructueux. » Le dernier voyage du navire, cependant, n’est pas complètement motivé par les affaires : à partir du moment où Achab plante le doublon d’or dans le mât, le voyage devient la poursuite d’un ennemi identifié, sous les ordres d’un capitaine sans concessions. Le roi Achab, un politicien capable mais un adorateur de dieux étrangers, offense Yahvé en reconnaissant Baal comme dieu. Yahvé ne tolère aucun autre dieu, et s’arrange avec de faux prophètes pour tuer le roi Achab.
Comme son homonyme, le capitaine Achab adore des dieux païens, particulièrement l’esprit du feu. Fedallah le Parsi, son harponneur, est un Zoroastrien adorateur du feu. Fedallah participe à la mort d’Achab en prédisant que :
- avant de mourir, Achab verra deux corbillards : le premier n’aura pas été fait de main d’homme, le second sera en bois des forêts d’Amérique ;
- il promet d’être devant son capitaine en tant que pilote ;
- il assure à Achab que seul le chanvre peut le tuer.

Ces prophéties, aussi pertinentes soient-elles, trompent Achab, qui les entend comme une garantie de victoire.
Dans le film de 1956, lors de la signature du contrat comme marin sur le Péquod, Ismaël est pris d'hésitation et fait référence au nom maudit d'un roi du nom d'Achab. Le quaker et l'homme d'église chargés de recruter les marins prétendent qu'il ne faut pas en vouloir au capitaine d'avoir le nom d'un roi maudit. Peu avant d'embarquer, un personnage mystérieux du nom de « Elie » ou « Elijah » lui apprend que le capitaine Achab est maudit, et qu'il précipitera tous les marins qui le suivront en enfer sauf un. Les descriptions d'Achab faites par les marins de New Bedford, sont nombreuses et empreintes de mystères. Elles décrivent un homme déchiré par une baleine blanche, puis recollé à la moelle de baleine. Mais son portrait, peint par Ismaël lors de la première véritable rencontre avec Achab sur le pont du Péquod, vient raviver les descriptions précédentes. Il décrit un homme dont le regard luit des flammes de l'enfer. Un homme de haute stature, raide et hautaine, dont la claudication bruyante de ses promenades nocturnes sur le pont du Péquod est due à une jambe arrachée et remplacée par des os de baleine. Son regard fixé sur l'horizon fait immédiatement part à l'équipage du véritable objectif du voyage. La chasse à la baleine blanche. Achab semble totalement obsédé par celle qui a détruit son corps et son âme, Moby Dick.

### Le Roi Lear(Shakespeare)
Charles Olson mentionne trois types de folie dans le Roi Lear, celle du Roi, celle du fou, et celle d’Edgar ; elles se retrouvent en allégorie dans le roman, avec Achab dans le rôle de Lear, et Pip dans celui à la fois du fou et d’Edgar. Melville donne son point de vue au moyen d’oppositions avec Shakespeare. Olson identifie l’ouragan au chapitre 119 « Les bougies » avec la tempête du Roi Lear. « Achab, au contraire de Lear, » remarque Olson, « ne découvre pas au cours de cette nuit de tempête son amour pour ses compagnons misérables. Au contraire, cette nuit-là, Achab dévoile toute sa haine. » Plus tard, au chapitre 125, « Le loch et la ligne », Achab dit à Pip, dans les propres termes de Lear à son fou, « Tu m’émeus, enfant, au plus intime de mon être, tu es lié à moi par les fibres mêmes de mon cœur. » Si Sweeney approuve la comparaison d’Olson, il trouve exagérée la déclaration qu’Achab apprend de son garçon de cabine comme Lear le fait de son fou. Achab apprend « peu voire rien » tout le long du livre.

### Satan(Milton)
Le Satan de Milton n’est pas « le moindre des éléments qui composent le capitaine Achab, » dit Nathalia Wright. Les mots avec lesquels Ismaël et Starbuck le dépeignent –infidèle, impie, diabolique, blasphématoire- le décrivent comme un révolté démesuré.
Dans « Les bougies » (chapitre 119), le harpon d’Achab est appelé « dard embrasé ». Cette expression provient du livre XII du Paradis Perdu de John Milton, comme l’indique Henry F. Pommer, lorsque Saint Michel promet à Adam « une armure spirituelle, capable de résister aux attaques de Satan, et d’éteindre ses dards embrasés » (XII, 491-2). Pommer soutient que le rapport à l’œuvre de Milton est plus proche qu’à celle de Shakespeare, car si certains monologues chez Melville semblent trouver leur modèle chez Shakespeare, « il y a un léger écart entre le monologue dramatique et la pensée fictive, » et Milton « a franchi ce pas, utilisant, dans son propre récit, des soliloques identiques à ceux de Melville ».
Parmi les allusions qui identifient Achab à Satan se trouve la scène de l’Enfer de Milton où figure l’image suivante : « espérant follement apaiser leur faim, au lieu de fruit, ils mâchent d’amères cendres que leur goût offensé rejette avec éclaboussure et bruit » (X, 565-567). Au chapitre 132, « La Symphonie », Achab « frémit comme un arbre flétri et laissa tomber au sol son ultime fruit de cendre »  Au dernier jour de la chasse, Achab médite avec les mots de la Création : « Quel beau jour encore ! Serait-ce le jour de la création, ce monde serait-il fait pour la demeure estivale des anges, ce matin serait-il celui où on leur en ouvrirait les portes que cette aube ne serait pas plus belle. » Ce jour-là, Moby Dick « semblant être possédé par l’armée des anges déchus, » coule le bateau. Tashtego cloue un aigle de mer sur le mât : « Ainsi l’oiseau du ciel au cri d’archange, le bec impérial levé, le corps captif du drapeau d’Achab, sombra avec son navire qui, tel Satan, ne descendit pas en enfer sans avoir entraîné à sa suite une vivante part de ciel pour s’en casquer. » Pour Pommer, le témoignage le plus impressionnant se trouve dans le Latin du chapitre 113, « La Forge », avec lequel Achab baptise son équipage au nom du Diable : « Ego non baptizo te in nomine patris, sed in nomine diaboli. »
La cicatrice d’Achab a dû se modeler sur la description du visage de Satan au chapitre I, 600-601, « labouré des profondes cicatrices de la foudre ».
La grandeur et le malheur de Satan comme d’Achab réside dans l’orgueil. « La personne orgueilleuse, » explique Pommer, « croyant mériter des soins correspondant à sa dignité boursouflée, se met rapidement en colère lorsqu’elle reçoit un traitement moins approprié. À l’exaltation du Messie, Satan, ‘ne put par orgueil supporter cette vue, et il se crut dégradé’. » Le « sens du mérite bafoué » chez Satan se retrouve dans son premier discours en Enfer. Achab, à cause de la perte de sa jambe dévorée par Moby Dick, suit le même schéma psychologique, et se sent spirituellement et physiquement diminué.

### Prométhée(Eschyle)
Se chevauchant avec le roi Lear, la scène de l’ouragan dans « Les bougies » semble aussi être la re-création par Melville du mythe du vol du feu. Prométhée accomplit son forfait en dissimulant l’étincelle divine dans une tige de fenouil. À l’inverse, « le vol d’Achab est un acte de défi, au milieu d’une nature élémentaire en éruption. » Tout le travail de pêche à la baleine correspond au vol du feu, le spermaceti de cachalot étant utilisé pour alimenter les foyers. La chasse à la Baleine Blanche, décrite par Ismaël comme une « chasse féroce », représente un combat avec une divinité –d’où les références de Moby Dick comme dieu. Achab brandissant le « harpon ardent » est chez Melville « l’équivalent de Prométhée passant en fraude depuis le ciel la tige de fenouil embrasée. » Tant Prométhée qu’Achab tentent de modifier ou d’inverser « le modèle surnaturel, ce qui est  le paroxysme de leur hybris. » Prométhée, convaincu à tort que Zeus a prévu la destruction de l’homme, vole le feu afin d’enfreindre le désir du dieu ; Achab, pensant que son esprit peut pénétrer les mystères du mal, est convaincu qu’en tuant Moby Dick, il « évacuera le mal du cosmos ».
Dans une tragédie, le héros a un alter ego insensé : Io dans Prométhée, Pip dans Moby Dick. La folie de Io et de Pip est causée par leur contact involontaire avec les éléments primordiaux ou avec la déité. Sweeney fait une comparaison : « Pip qui danse et agite son tambourin devant le cercueil de Queequeg est clairement un fou, complètement déconnecté de sa personnalité initiale. » De même Io, torturée par un taon, « éclate sur scène en une danse sauvage… Io parle avec une frénésie identique à celle de Pip ».

### Œdipe(Sophocle)
Dans « Les bougies », Achab est temporairement touché par la cécité, une allusion au mythe d’Œdipe. Au chapitre « Le Sphinx », Achab se tient devant une tête de cachalot accrochée au flanc du bateau : « On eût dit celle du Sphinx dans le désert. » Achab ordonne à la tête : « Livre-nous le secret qui est en toi. » A cet instant, Achab ressemble à Œdipe devant le monstre de Thèbes, plus particulièrement parce qu’il utilise une bêche à la fois comme béquille et comme outil pour disséquer le cachalot. Le bâton d’Œdipe, remarque Sweeney, est à la fois « un accessoire de marche et l’arme mortelle avec laquelle il tue son père ». Les côtés Prométhéen et Œdipien d’Achab se rejoignent dans ce chapitre par l’image de la béquille. En complément, l’auteur fait allusion à la cécité. Œdipe et Achab sont intelligents et ignorants à la fois, extrêmement fiers, et tous deux font face à une énigme (le mystère du mal).

### Narcisse(Ovide)
Le chapitre d’ouverture contient une longue allusion à « l’histoire de Narcisse qui, ne pouvant faire sienne l’image tourmentante et douce que lui renvoyait la fontaine, s’y précipita dans la mort » (Chapitre I, « Mirages »). Achab ne réalise pas que la malice qu’il voit dans la Baleine Blanche est la sienne propre, « sauvagement projetée ». Son arrogance narcissique (il ne sait pas qu’il se voit lui-même dans la baleine) complète son « ignorance de soi Œdipienne » (il ne sait pas réellement qui il est). Le mythe de Narcisse explique pourquoi Achab, contrairement à Œdipe, reste ignorant de lui-même. Tandis que deux messagers éclairent Œdipe et le délivrent de son obsession, celles de Narcisse et d’Achab ne cessent jamais. Le contraste entre Narcisse et Achab tient au fait que le premier contemple une belle image dont il tombe amoureux, alors qu’Achab projette une image maléfique qu’il hait, ce que Sweeney appelle « une inversion ironique de la part de Melville ». Achab et Moby Dick se ressemblent sur plusieurs points :
- Les deux sont décrits en termes de royauté, divinité et archéologie.
- Les deux ont des similitudes physiques, ils portent des cicatrices ou des blessures, et ont un front proéminent.
- Les deux ont des similitudes morales : solitaires, opiniâtres, vengeurs, colériques.
- Les deux sont « en fin de compte impénétrables. » Selon Ismaël dans « La noix », toutes les choses puissantes « n’offrent au commun qu’une façade »[42]. Achab déteste la dissimulation tout autant qu’il la pratique.

### Fedallah en tant qu’Écho
Une connexion subtile existe entre Achab, Moby Dick et Fedallah, par l’image du front et des sourcils. D’après Sweeney, Fedallah est « clairement une projection de la propre perversion d’Achab » et en même temps un double chez qui Achab trouve plus de malice que chez la baleine. Fedallah est plusieurs fois décrit en termes de « fantôme » au chapitre « Le bateau et l’équipage d’Achab. Fedallah. » Chez Ovide, le mythe de Narcisse a une contrepartie légère dans le personnage sans paroles d’Écho, qui peut seulement répéter les sons qu’il entend. Écho est un complément auditif au reflet visible, et un annonciateur de la mort de Narcisse. De la même façon, Fedallah, qui dit seulement ce qu’Achab souhaite entendre, est un reflet auditif de la malfaisance d’Achab, dont Moby Dick est le reflet visuel. Fedallah prédit la mort d’Achab.

## Accueil

### Critique
Lorsque le livre a été publié pour la première fois, les critiques se sont focalisés surtout sur Achab et la baleine. D’après George Ripley dans le Harper’s New Monthly Magazine de décembre 1851, Achab « devient la victime d’une fixation profonde, rusée ; il se croit lui-même prédestiné pour tirer une vengeance sanglante de son effrayant ennemi ; il poursuit son objectif avec une énergie féroce et démoniaque ». Ripley admire la création d’Achab, qui « s’ouvre devant nous avec un pouvoir merveilleux. Il exerce une fascination sauvage, déconcertante, par sa nature sombre et mystérieuse ».
Au moment de la redécouverte de Melville, il n’y eut aucun changement dans la prépondérance accordée à Achab et à son combat avec la baleine. Pendant les années 50 et 60 cependant, les étudiants littéraires déplacèrent leur attention vers la technique narrative et le point de vue, ce qui, pour les études sur Melville, signifiait que la mise en lumière passait d’Achab à Ismaël.

## Dans la culture populaire

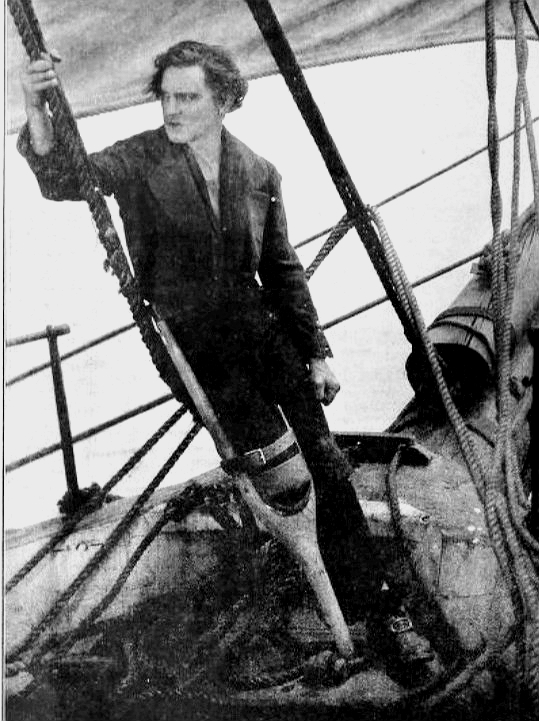
John Barrymore dans le rôle d'Achab Ceeley (1926)

### Films, télévision et vidéo
Les deux premières adaptations cinématographiques montrent « la chirurgie radicale qu’a effectué Hollywood sur le chef-d’œuvre de Melville ». La première est un film muet, la Bête Marine, une histoire d’amour romantique dans laquelle le personnage d’Achab (John Barrymore) est changé en un « jeune et beau marin », un harponneur de New Bedford qui n’a pas grand chose à voir avec Achab, même pas son nom, qui est transformé en Achab Ceeley. Alors que dans le livre Achab a déjà perdu sa jambe, dans le film, un « grossier animal de papier mâché » la dévore. Lorsque le film est diffusé à Broadway, il fait 20 000 $ de recette, et reste à l’affiche plus longtemps qu’aucun autre film de la Warner à cette époque.
Barrymore incarne aussi Achab dans la version de 1930, cette fois parlante. Achab « hurle de douleur » lorsque le forgeron du bateau (nommé la Mary-Ann) applique un outil ardent, une lame brûlante, contre son moignon. À nouveau, la baleine est seulement un moyen de séparer les amoureux. Autre déviation par rapport au livre, l’amoureuse d’Achab est la fille du pasteur, Faith Mapple. De nouveau, le film est un succès au box-office.
En 1955, Orson Welles joue Achab dans une production filmée de sa pièce Moby Dick—Rehearsed : cependant, ce film est considéré comme « perdu ».
Le troisième effort de la Warner est dirigé en 1956 par John Huston, avec un script de Ray Bradbury, première tentative sérieuse d’adapter le livre. L’achèvement du script  prit une année, le tournage une autre année, et la correction et le montage une troisième. L’Achab de Gregory Peck est un « Lincoln sévère et autoritaire vêtu de noir. » L’opinion générale, parmi des critiques massivement enthousiastes, est que Peck était inapte à interpréter Achab.
Il y a eu deux versions françaises de Moby Dick, les deux ayant pour titre Capitaine Achab, l’une en 2004 avec Frédéric Bonpart, l’autre en 2007 avec Denis Lavant.
Achab a été interprété de nombreuses fois pour la télévision, en commençant par la représentation de Victor Jory en 1954 dans Hallmark Hall of Fame. Les deux plus récentes adaptations pour la télévision ont été interprétées par Patrick Stewart dans la mini-série de 1998 et William Hurt dans la mini-série de 2011.
Parmi les films qui ont été directement produits en vidéos, le capitaine Achab a été joué en 2010 par Barry Bostwick dans une adaptation contemporaine de Moby Dick, et par Danny Glover en 2011 dans le film l’Âge des Dragons, une version repensée en heroic-fantasy.
Le capitaine Achab apparaît dans la septième saison de ABC Once Upon a Time, joué par Chad Rook, où il se bat en duel avec le capitaine Crochet.

### Bandes dessinées, dessins animés, clins d’œil
Achab apparaît fréquemment dans des bandes dessinées et des dessins animés. Une anthologie complète de ces supports (caricatures, dessins animés comiques) pourrait être faite sans peine. La bande dessinée qui se réfère le plus fréquemment à l’œuvre de Melville est Peanuts par Charles Schultz.
Il existe un personnage des comics Marvel nommé Achab, en référence au Capitaine, dont les armes sont des harpons énergétiques. Il s'agit d'un ennemi des équipes X, en particulier les X-Men, Excalibur et Rachel Summers.
Il apparaît dans un album pour enfant, Robin et les Pirates, illustré par Adelchi Galloni, sur un texte d'Ermanno Libenzi, publié chez Fernand Nathan, en 1974.

### Jeux
Dans la séquence d’ouverture du jeu Metal Gold Solid V : The Phantom Pain, paru en 2015, le joueur est nommé « Achab », tandis qu’un personnage bandé déclare se nommer « Ismaël ». De plus, l’hélicoptère régulièrement utilisé par le joueur est identifié comme le « Pequod ». L’histoire de Venom Snake (initialement présenté comme Achab) semble aussi inspirée par le destin du capitaine Achab.
Dans le jeu This is the Police, le personnage principal, Jack Boyd, est fréquemment comparé à Achab.
Dans le jeu indépendant Limbus Company (en), sorti en 2023 et développé par le studio sud-coréen Project Moon, les différents personnages principaux sont inspirés d'œuvres littéraires. Le chapitre 5 du jeu, centré sur le personnage d'Ishmael, fait intervenir plusieurs personnages et éléments de Moby Dick, dont notamment une version féminine du capitaine Ahab en tant qu'antagoniste majeure, à la tête du Pequod traquant sans relâche une baleine.
Dans le DLC Shadow of the Erdtree du jeu Elden Ring, le personnage d’Igon a eu sa jambe dévorée par le dragon Bayle lors de leur premier combat. Si le joueur invoque Igon lors de son affrontement avec la créature, celui-ci utilise des harpons en guise de flèches pour percer les écailles du dragon. Le monologue d’Igon maudissant Bayle à son invocation en a fait un personnage marquant pour la communauté.

### Musique
La chanson Beneath the Waves (dans l’album de 2005 Touched by the Crimson King du groupe de métal Demons & Wizards) parle du désir de vengeance d’Achab.
Le groupe allemand de doom metal est nommé Ahab en référence au personnage.
Le chanteur Bob Dylan fait référence au personnage dans sa chanson de 1965 Bob Dylan’s 115th Dream de l’album Bringing It All Back Home.
Le chanteur Tom Waits fait aussi référence au personnage dans sa chanson Shiver Me Timbers dans son album de 1974 The Heart of Saturday Night.
Le groupe de musique electro-rock Achab fait référence au capitaine Achab dans la musique sortie en 2017 Achab est Achab.

## Sources
- Barbour, James. (1986). "Melville Biography: A Life and the Lives." A Companion to Melville Studies. Ed. John Bryant. New York, Westport, London: Greenwood Press.
- Delbanco, Andrew. (2005). Melville: His World and Work. New York: Alfred A. Knopf.  (ISBN 9780375403149)
- Heflin, Wilson. (2004). Herman Melville's Whaling Years. Eds. Mary K. Bercaw Edwards and Thomas Farel Heffernan. Nashville: Vanderbilt University Press.
- Howard, Leon. (1940). "Melville's Struggle with the Angel." Modern Language Quarterly, June 1940. Reprinted in Hershel Parker (ed.), The Recognition of Herman Melville. Selected Criticism since 1846. Ann Arbor: University of Michigan Press 1967, Paperback printing 1970.
- Inge, M. Thomas. (1986). "Melville in Popular Culture." A Companion to Melville Studies. Ed. John Bryant. New York, Westport, Connecticut, London: Greenwood Press.
- Lawrence, D.H. (1923). Studies in Classic American Literature. Reprinted London: Penguin Books.  (ISBN 9780140183771)
- Lee, A. Robert (ed.). (2001). Herman Melville: Critical Assessments. Volume I. The Banks, East Sussex: Helm Information.
- Mansfield, Luther S. and Howard P. Vincent. (1952). "Introduction" and "Explanatory Notes". Herman Melville, Moby-Dick; or, The Whale. Eds. Luther S. Mansfield and Howard P. Vincent. New York: Hendricks House.
- Matthiessen, F.O. (1941). American Renaissance: Art and Expression in the Âge of Emerson and Whitman. Tenth Printing 1966, New York, London and Toronto: Oxford University Press.
- Milder, Robert. (1988). "Herman Melville." Columbia Literary History of the United States. Gen. Ed. Emory Elliott. New York: Columbia University Press.  (ISBN 0-231-05812-8)
- Olson, Charles (1938). "Lear and Moby Dick". Twice a Year. 1: 165–89. Reprinted in Brian Higgins and Hershel Parker (eds.), Critical Essays on Herman Melville's Moby-Dick. New York & Toronto: G.K. Hall & Co., and Maxwell Macmillan Canada, 1992.
- Olson, Charles (1947). Call Me Ishmael. Reprint: City Lights Books, San Francisco, 1958. Internet Archive
- Pommer, Henry F. (1950). Milton and Melville. University of Pittsburgh Press.
- Sealts, Merton M., Jr. (1997). "Whose Book is Moby-Dick?" Melville's Evermoving Dawn. Centennial Essays. Eds. John Bryant and Robert Milder. Kent, Ohio, and London, England: The Kent State University Press.
- Stone, Edward. (1975). "Ahab Gets Girl, or Herman Melville Goes to the Movies." Reprinted: The Critical Response to Herman Melville's Moby-Dick. Ed. Kevin J. Hayes. Westport, Connecticut and London: Greenwood Press, 1994.
- Sweeney, Gerard M. (1975). Melville's Use of Classical Mythology. Amsterdam: Rodopi N.V.
- Tanselle, G. Thomas. (1988). "Historical Note Section VI". Herman Melville, Moby-Dick; or, The Whale. The Writings of Herman Melville Volume Six. Eds. Harrison Hayford, Hershel Parker, G. Thomas Tanselle. Evanston and Chicago: Northwestern University and the Newberry Library.
- Williams, David Park. (1965)."Hook and Ahab: Barrie's Strange Satire on Melville." PMLA, December 1965. Retrieved 25 March 2014.
- Wilson, A.N. (2008). "Moby-Dick – a modern tragedy." The Telegraph, 27 October 2008. Retrieved 25 March 2014.
- Wright, Nathalia. (1949). Melville's Use of the Bible. Durham, North Carolina: Duke University Press.